# 荒川哲男 (野球)
荒川 哲男（あらかわ てつお、1968年4月27日 - ）は、埼玉県出身の元プロ野球選手（内野手）。右投右打。

## 来歴・人物
大宮東高では、高校通算本塁打42本を記録する。明大への進学が濃厚といわれていたが、1986年のプロ野球ドラフト会議で明大OB・星野仙一監督が就任した中日ドラゴンズから4位指名を受け入団する。

高校同期の芹澤裕二もドラフト外で入団している。尚、翌年も上原晃が同様に明大進学と言われながら指名、入団し、2年後には大宮東の後輩でスラッガーとして注目されながら進学濃厚とされた山口幸司も中日入りしている。
プロ1年目の1987年は、入団直後に山崎武司とともにロサンゼルス・ドジャース傘下のガルフ・コーストリーグのチームへ野球留学をした。しかし、一軍出場のないまま1989年限りで現役を引退した。
現在は、整骨院を経営している。

## 詳細情報

### 年度別打撃成績
- 一軍公式戦出場なし

### 背番号
- 59 （1987年 - 1989年）